# Или-тюрки
Или́-тю́рки — тюркская непризнанная этническая группа Китая, проживающая в Или-Казахском автономном округе Синьцзян-Уйгурского автономного района КНР и в Казахстане. Они называют себя «турками» или «чжунхуа миньцзу». Их устная история говорит, что они пришли из Ферганской долины Узбекистана. Отдельный или-тюркский язык принадлежит к карлукским языкам, но китайскими властями указан как узбекский.
Или-тюрки ведут кочевой образ жизни и занимаются скотоводством. В их языке много уникальных слов, связанных с животноводством.